# Henry Gray
Henry Gray (Londra, 19 settembre 1825 o 1827 – Londra, 13 giugno 1861) è stato un anatomista e chirurgo inglese, membro della Royal Society.
È stato un insegnante alla St. George's Hospital Medical School ed è famoso per il suo libro di anatomia descrittiva e chirurgica noto come Gray's Anatomy. La sua stesura, avvenuta insieme con il suo collega Henry Vandyke Carter, nasce dall'esigenza di produrre un libro di anatomia per gli studenti. Il testo, che è anche illustrato, è tuttora utilizzato ed è un punto di riferimento per gli studenti di medicina.

## Infanzia e famiglia

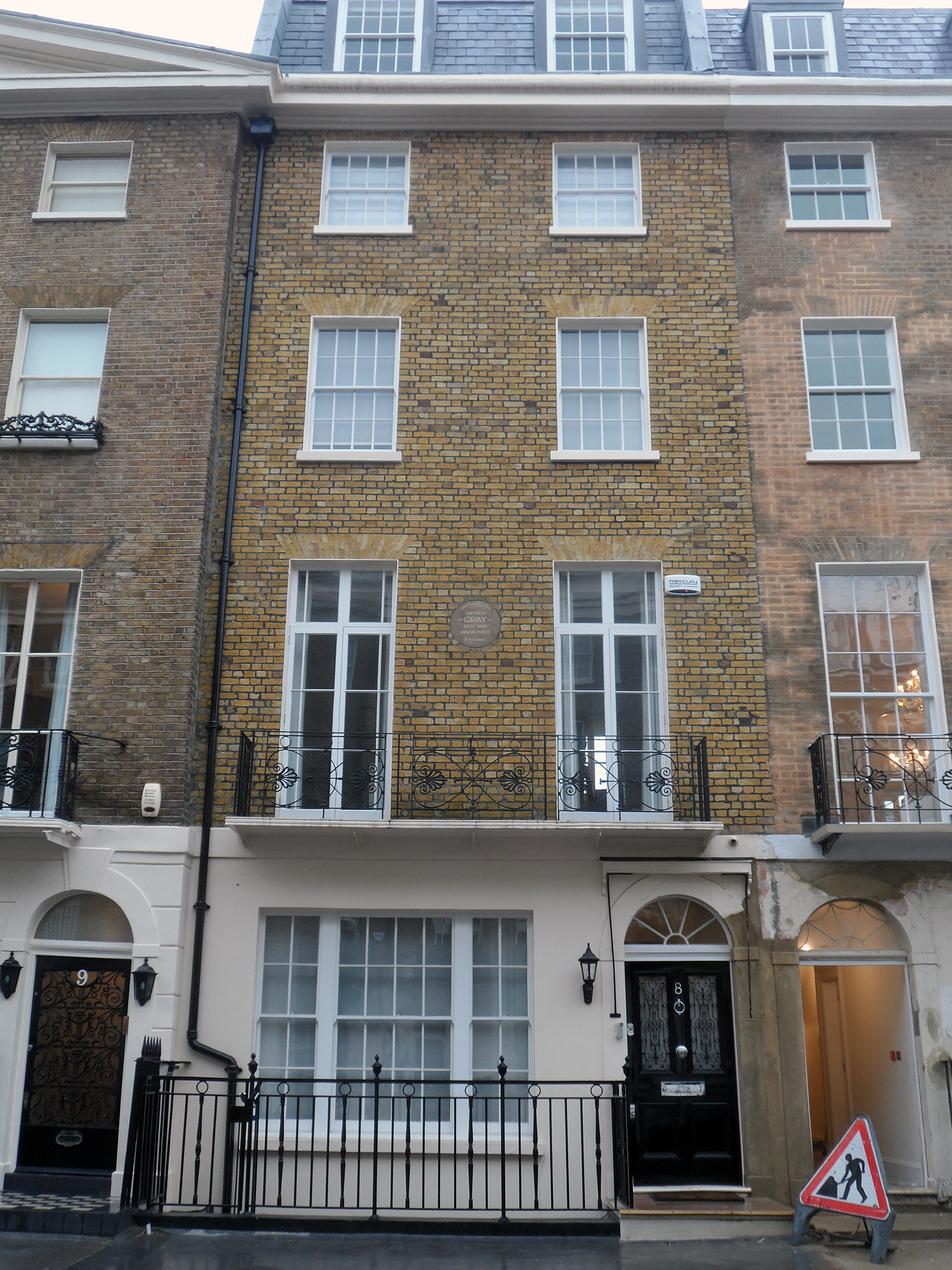
Casa natale di Henry Gray, Wilton Street Belgravia

Henry Gray nacque a Belgravia, elegante distretto della Central London, nel 1825 o 1827 da William Gray, che ricopriva il ruolo di Messaggero del Re. Questi, grazie al suo rapporto con la famiglia reale, poté iscrivere il figlio al St. George's Hospital, per la sua formazione personale. Gray ebbe due fratelli, uno avvocato e l'altro ufficiale della marina inglese. Non ci sono molte informazioni riguardanti la vita privata di Gray; infatti, si sa unicamente che visse per tutta la sua vita a Londra, nella casa di famiglia in Winton Street a pochi passi dall'ospedale, con la madre vedova e rimase associato col St. George's fino alla morte. Lui stesso, nei suoi scritti di stampo accademico, oscurava in ogni modo la sua personalità, per rimanere fedele al precetto di oggettività assoluta del bravo medico nel riportare i fatti; ciò contribuisce a rendere la sua vita privata un vero e proprio mistero.

## Formazione e primi studi

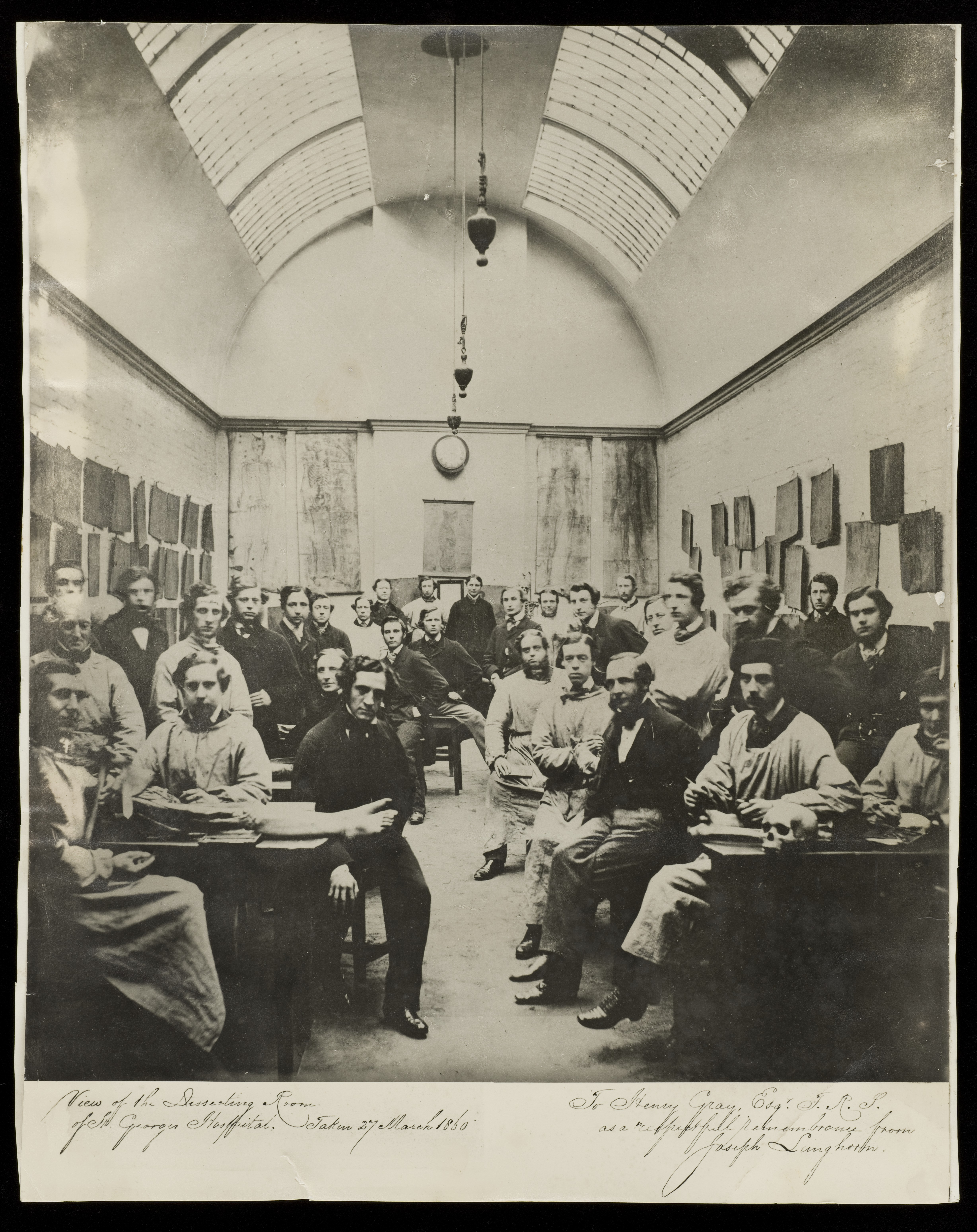
St. George's Hospital, sala di dissezione di Kinnerton Street

Il motto personale di Henry Gray era “Palmam Qui meruit ferat” (“Porti la palma chi l'ha meritata”), lo stesso di Lord Horatio Nelson, morto nella Battaglia di Trafalgar, a sottolineare la vena eroico-romantica che caratterizzava la personalità di Gray, nonché la sua smania di successo.
Sembra infatti che Gray abbia cominciato i suoi studi al St. George's Hospital, a soli 15 anni di età, senza aver seguito l'iter col quale ogni aspirante medico doveva confrontarsi (cioè qualificarsi come farmacista e chirurgo, dopo due opportuni apprendistati e previo il superamento di alcuni esami, che molti dei suoi studenti faranno successivamente). Pare che Gray vi fosse stato indirizzato dalla massima autorità del St. George's Hospital del tempo, Sir Benjamin Brodie, avendo avuto con lui uno stretto rapporto di amicizia durante gli anni.
Egli era ambizioso e mirava a diventare il miglior chirurgo dell'ospedale, dedicando duro lavoro e concentrazione ai suoi studi, insieme con un'attenta e continua osservazione dei chirurghi più anziani.
Nel 1846 Gray ricevette numerosi premi per le abilità chirurgiche e cliniche e partecipò a un concorso bandito dal Royal College of Surgeons, il quale richiedeva un saggio sulle origini dei nervi ottici, corredato da uno studio di anatomia comparata di diverse specie animali. Nel 1848, vinto il concorso, venne nominato membro della Pathological Society of London. All'età di 25 anni, nel 1852, numerosi altri successi consentono a Gray di essere nominato membro della Royal Society. 
Nel 1853 Gray vinse l’“Alister Cooper Prince” (premio creato in onore dell'omonimo medico, scomparso poco prima, uno dei più importanti di tutto il St. George's), con un saggio sulla struttura della milza dal titolo: "On the structure and Use of the Spleen".
In seguito continuò le sue attività al St. George's Hospital, anche dopo la sua formazione, come docente di anatomia.

## L'idea del "Gray's Anatomy" e il rapporto con Carter

### Prime collaborazioni
Henry Gray e Henry Vandyke Carter si associarono, già prima della stesura del Gray's Anatomy, con il St. George's Hospital e si trovarono spesso a lavorare insieme intorno al 1850; la passione di Carter per la microscopia, che pure aveva giocato un ruolo fondamentale nelle tesi di Gray, avvicinò spesso i due. Nel giugno dello stesso anno, Gray venne casualmente a sapere della vena artistica di Carter, e subito incominciarono una collaborazione: i due lavorarono insieme a un saggio riguardante la milza, versione rivista e approfondita dell'articolo con cui Gray aveva vinto il premio “Alister Cooper Prince”, le cui illustrazioni vennero infatti fornite proprio da Carter, tra il settembre e il dicembre dello stesso anno; stranamente, Gray si rifiutò di accreditare all'amico il merito dei disegni. 
In seguito Gray propose a Carter di illustrare completamente un nuovo manuale di anatomia per studenti, il futuro Gray's Anatomy, la cui prima edizione sarebbe stata pubblicata a Londra nel 1858 e a Philadelphia nel 1859. La pubblicazione fu commissionata dagli editori John W. Parker Senior e Junior, i quali finanziarono totalmente il progetto: un rischio così grande, quello di un impegno economico ingente e a lungo termine, può essere stato motivato esclusivamente da un grande desiderio degli editori di pubblicare un manuale di anatomia così vasto e dettagliato, impresa prima di allora mai tentata.

### La nascita del progetto
Il motivo che fece nascere nei Parker l'idea di commissionare a Gray il trattato di anatomia non è del tutto chiaro. Le ipotesi più accreditate riportano che l'idea del libro fosse venuta in seguito alla necessità di recuperare i fondi perduti dalle copie del primo saggio di Gray da loro pubblicato, "On the structure and Use of the Spleen", che non ebbe molto successo e che, desiderosi di annoverare tra i loro testi un trattato di medicina molto popolare e venduto (come le principali case editrici rivali, i Parker si siano rivolti proprio a Gray, uno dei massimi esperti di anatomia del St. George's Hospital. Un'altra teoria vuole che lo stesso Gray, discutendo con Parker Junior delle ottocento copie invendute del suo primo lavoro, fosse stato direttamente coinvolto nell'idea dell’“Anatomy, descriptive and surgical” 1855. L'idea potrebbe anche essere stata dello stesso Gray: dopotutto, egli insegnava anatomia a Kinnerton Street e utilizzava numerosi libri di testo sull'argomento. Non è escluso che, riconoscendo i limiti dei trattati dell'epoca, egli abbia maturato autonomamente l'idea di pubblicare un trattato che potesse soddisfare le sue esigenze di insegnante, oltre che quelle degli studenti. Non va tralasciata neanche la vena estremamente competitiva e ambiziosa di Gray, che desiderava rimettersi in pari con altri colleghi-rivali già pubblicatori di diversi famosi trattati di ambito biomedico. L'ultima teoria è che l'idea di redigere il Gray's Anatomy potrebbe essere venuta da Ellen, moglie di Parker Senior e figlia di medico, la quale conosceva il potenziale di vendita di un buon testo di anatomia, ancora mancante tra i libri del marito e del figlio adottivo.

### Il lavoro con Carter
Conscio dei suoi limiti di disegnatore (Gray non firmò mai una sua illustrazione) Gray ricordò la maestria dimostrata da Carter nelle illustrazioni della “Spleen”, insieme con la sua diligenza e il bisogno di denaro: Gray sapeva che senza un buon illustratore il libro non avrebbe mai potuto essere realizzato.
Essendo entrambi attenti dissettori e anatomisti, la scrupolosità di Gray era totalmente sostenuta da Carter durante ogni passaggio della realizzazione dell'opera: numerosissime fonti autorevoli venivano consultate per ogni argomento; inoltre, Carter revisionava il lavoro di Gray evidenziando eventuali errori e imprecisioni, e lo stesso Gray controllava minuziosamente le strutture anatomiche realizzate dal collega, correggendo qualche inesattezza.

## Pubblicazione dell'opera

### Caratteristiche principali della prima edizione

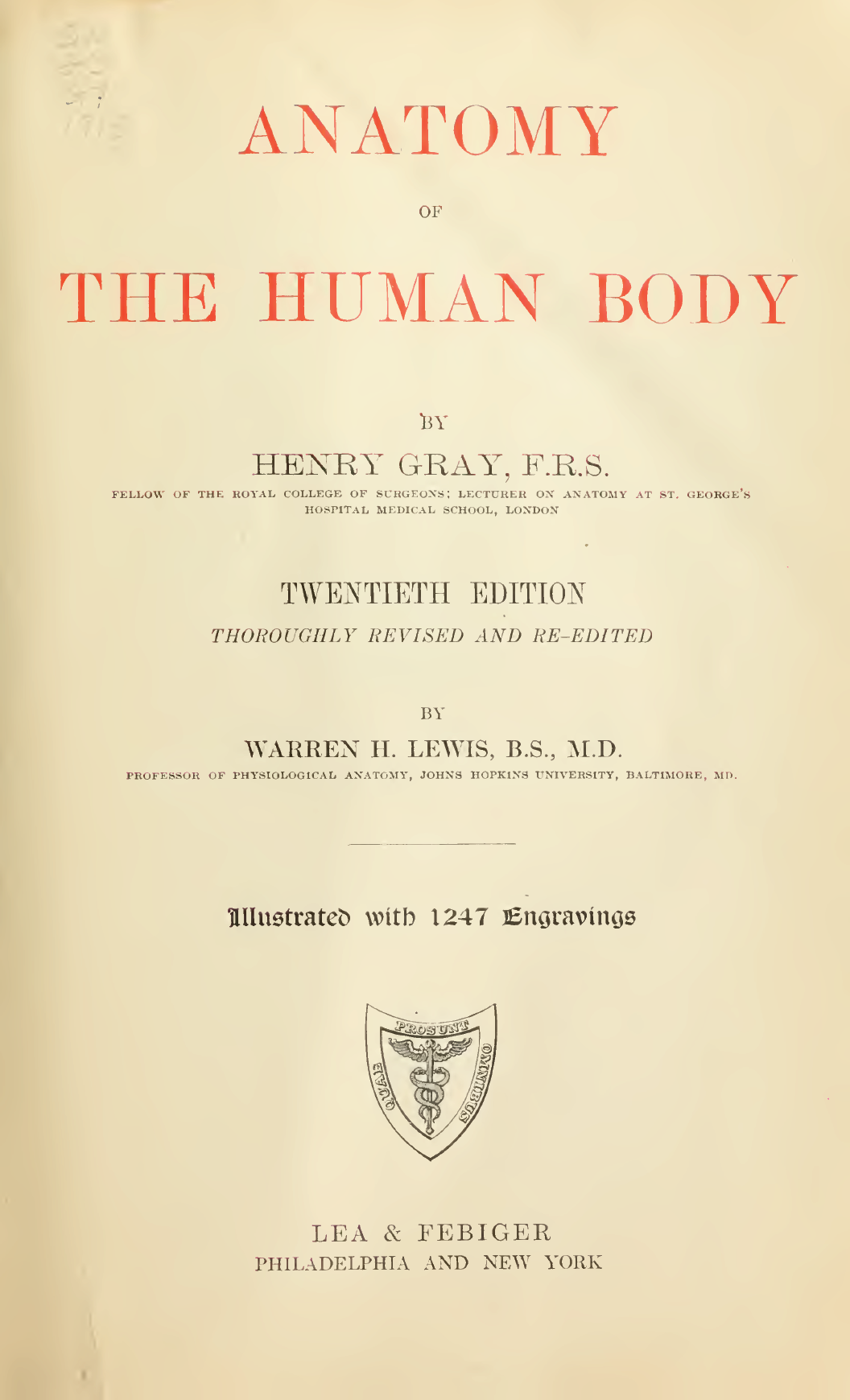
XX edizione del Gray's Anatomy

A progetto completo, il libro contava 720 pagine e 363 illustrazioni. Le dimensioni erano quelle dell'allora formato editoriale Royal Octavo, e le illustrazioni, prodotte originariamente in dimensioni eccessive rispetto alle pagine per oltre tre quarti, furono corrette tramite due apposite procedure: il “trimming” consisteva nel levigare i margini di tavole troppo grandi, e il “forcing” prevedeva di tagliare pezzi di tavola per forzarle nella pagina; ciò permise, nonostante le iniziali avversità alla vigilia della pubblicazione, di mantenere le caratteristiche essenziali del Gray's Anatomy, ovvero i suoi tratti distintivi rispetto alla concorrenza: immagini dettagliatissime e di dimensioni generose, corredate da didascalie e inserzioni collocate direttamente sulla parte anatomica descritta permettevano la massima comodità di consultazione, a fronte di una dimensione generale del manuale perfettamente gestibile anche all'interno della sala di dissezione, dove gli studenti ne avrebbero fatto più uso. Il prezzo, inoltre, fu mantenuto sulle 28 sterline, prezzo standard per i libri di testo universitari; ciò sarebbe stato impossibile se le dimensioni del libro, come inizialmente ipotizzato, fossero state aumentate per supportare le illustrazioni.

### La controversia del titolo
La prima versione della copertina, realizzata dai Parker, prevedeva i nomi di Gray e Carter in caratteri di uguali dimensioni, ognuno seguito da una didascalia più in piccolo recante i titoli di studio conseguiti da ciascuno; ma Gray, nel tentativo di prendersi il merito del lavoro di Carter e delle sue tavole, voleva che il nome del collega fosse scritto in caratteri meno evidenti dei suoi, eliminando inoltre le qualifiche accademiche che gli erano state apposte. Ciò è testimoniato dal fatto che nella prefazione, al pari di altri che, pur avendo contribuito in una certa misura, avevano sicuramente rivestito un ruolo marginale, Carter venne inserito come semplice aiutante nel lavoro principale del Dottor Gray, un riconoscimento ben lontano dalla dedizione e dal fondamentale contributo che l'illustratore vi aveva profuso. Nella copertina della prima edizione del "Gray's Anatomy", tuttavia, venne raggiunto un compromesso, grazie alla mediazione dei Parker, ben consci del peso determinante che i disegni di Carter avevano apportato al libro: Gray ottenne che il titolo di studio del collega fosse rimosso, ma il carattere del nome di Carter venne mantenuto di dimensioni accettabili (anche se più piccole di quelle di Gray), contrariamente a quelle irrisorie che egli aveva richiesto. 
Il libro, che pesava 1,45 kg, aveva il titolo “Gray's Anatomy” in grassetto lungo il dorso, e sotto recava la scritta “Descriptive and Surgical” con il nome degli editori, “John W. Parker and son” in basso.

## Morte

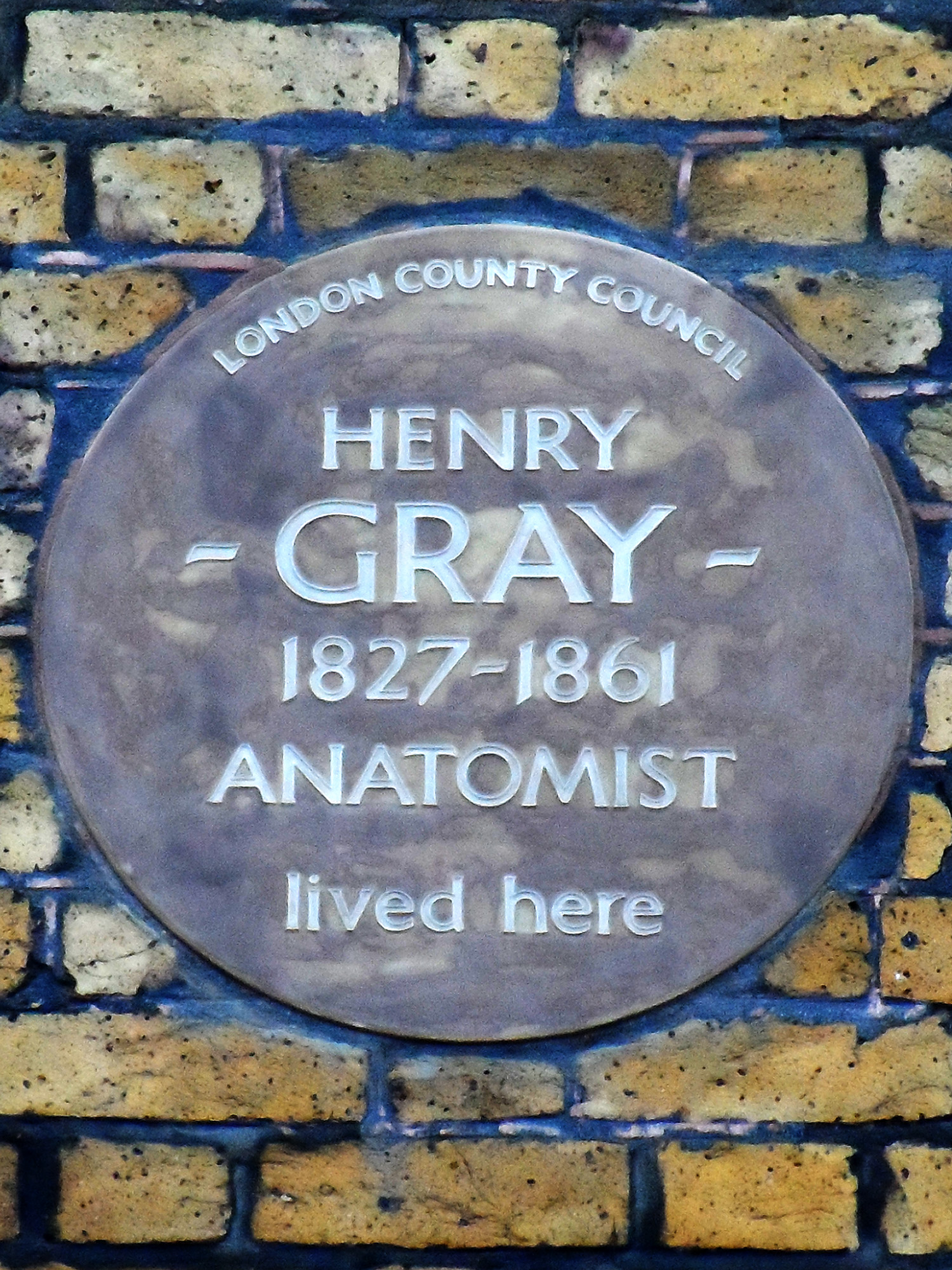
Targa commemorativa in onore di Henry Gray a Belgravia

Gray muore il 13 giugno 1861, all'età di 34 anni, di vaiolo, contratto dal nipotino Charles Gray (il quale riuscì a sopravvivere), a Belgravia, mentre lo assisteva per la sua malattia. Sebbene egli fosse stato vaccinato da bambino, non sopravvisse poiché stava cominciando a circolare un nuovo ceppo, resistente al vaccino originario. Fu tumulato nel cimitero di Highgate.